# Гобл, Пол
Пол А. Гобл (англ. Paul A. Goble) (13 января 1949) — американский аналитик, писатель и обозреватель с опытом работы в России. Получил квалификацию в Университете Майами (Б. А., 1970) и Чикагском университете (M. A., 1973), он является редактором четырёх томов по этническим вопросам Советского Союза и опубликовал более 150 статей по вопросам этничности и национальности. Гобл служил специальным советником по вопросам советских национальностей и прибалтийских дел государственного секретаря Джеймса Бейкера. В настоящее время он преподает курс «Ислам и геополитика в Евразии» как адъюнкт-профессор Института мировой политики.

## Карьера
- Директор научных исследований и публикаций Азербайджанской Дипломатической Академии
- Тартуский университет (Эстония), бывший профессор
- Международное бюро вещания, специальный советник директора
- Голос Америки, старший советник директора
- Радио Свободная Европа / Радио «Свобода», помощник директора по вопросам вещания и директор по коммуникациям
- Старший юрист, Фонд Карнеги за международный мир
- Специальный советник по проблемам советской национальности, Государственный департамент США
- Заместитель директора департамента исследований «Радио Свобода»
- Аналитик из советских национальностей, Бюро разведки и исследований государственного департамента, Центральное разведывательное управление.
- Адъюнкт-профессор Института мировой политики, преподаватель курса «Ислам и геополитика в Евразии».

## Автор трудов
- Книга The Situation in Russia: October 1993: Briefing of the Commission on Security and Cooperation in Europe, United States Congress, 1993 (with Ariel Cohen)
- Статья «Russia and Its Neighbors», Foreign Policy, № 90 (Spring, 1993), Carnegie Endowment for International Peace
- Статья «Forget the Soviet Union», Foreign Policy, № 86 (Spring, 1992), Carnegie Endowment for International Peace
- Статья «Chechnya and Its Consequences», Post-Soviet Affairs, 1995
- Статья «Russia as a Failed State: Difficulties and Foreign Challenges», Baltic Defense Review, 2004

## Награды и знаки отличия
- Орден Креста земли Марии 1 класса (1995, Эстония)
- Великий офицер ордена Трёх звёзд (1997, Латвия)
- Гранд-офицер ордена Великого князя Литовского Гядиминаса (1998, Литва)[5]

## Книги и статьи

### Книги
- The Situation in Russia: October 1993: Briefing of the Commission on Security and Cooperation in Europe, United States Congress, 1993 (with Ariel Cohen)

### Статьи
- «Russia and Its Neighbors», Foreign Policy, No. 90 (Spring, 1993), Carnegie Endowment for International Peace
- «Forget the Soviet Union», Foreign Policy, No. 86 (Spring, 1992), Carnegie Endowment for International Peace
- «Chechnya and Its Consequences», Post-Soviet Affairs, 1995
- «Russia as a Failed State: Difficulties and Foreign Challenges», Baltic Defense Review, 2004